# Gethyllis roggeveldensis
Gethyllis roggeveldensis är en amaryllisväxtart som beskrevs av D.Müll.-doblies. Gethyllis roggeveldensis ingår i släktet Gethyllis och familjen amaryllisväxter. Inga underarter finns listade i Catalogue of Life.